# Jarosław Kaczyński

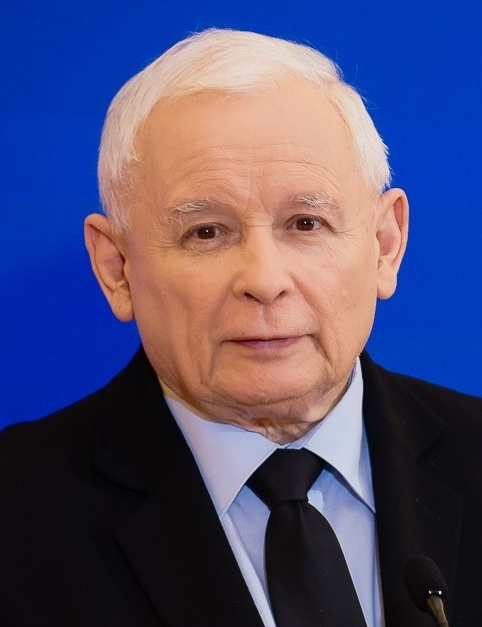
Jarosław Kaczyński (2023)

Jarosław Aleksander Kaczyński (Ausspracheⓘ [jaˈrɔswaf alɛˈksandɛr kaˈt͡ʃɨɲski]; * 18. Juni 1949 in Warschau) ist ein polnischer Politiker, Jurist und ehemaliger Aktivist der in Opposition zur kommunistischen Diktatur gegründeten Gewerkschaft Solidarność. Als Vorsitzender der konservativen Partei Zentrumsallianz (1990–1998) und der nationalkonservativen Partei PiS (seit 2003) war er an der Bildung mehrerer polnischer Regierungen beteiligt und von 2006 bis 2007 selbst Ministerpräsident Polens. Von Oktober 2020 bis Juni 2022 sowie vom 21. Juni bis zum 27. November 2023 war er als stellvertretender Ministerpräsident Mitglied im Kabinett Morawiecki II. Er gehörte von 1989 bis 1991 dem Senat der Republik Polen sowie von 1991 bis 1993 und erneut seit 1997 dem Sejm in dessen I., III., IV., V., VI., VII., VIII., IX. und X. Wahlperiode an.
Kaczyński vertritt ein konservatives sowie katholisches Weltbild. Engeren Beziehungen zu Deutschland und Russland sowie einer fortschreitenden Integration Polens innerhalb der Europäischen Union steht er skeptisch bis feindselig gegenüber. Sein Zwillingsbruder Lech war bis zu seinem Tod am 10. April 2010 Präsident des Landes.
Kaczyńskis Rivalität mit Donald Tusk gilt seit 2005 als prägend für die polnische Politik, weshalb er neben Tusk als einflussreichster polnischer Politiker des XXI. Jahrhunderts angesehen wird. Spätestens seit dem Tod von Lech Kaczyński 2010, für den Kaczyński Tusk mitverantwortlich macht, gelten beide als verfeindet.

## Werdegang in der Volksrepublik
1971 schloss Jarosław Kaczyński ein Studium der Rechts- und Verwaltungswissenschaften an der Universität Warschau mit dem Magisterexamen ab. Anschließend arbeitete er bis zu seiner Promotion 1976 als Assistent am universitätseigenen Institut für Wissenschafts- und Hochschulpolitik. Daraufhin war er bis 1981 als Adjunkt an der Außenstelle der Warschauer Universität in Białystok tätig. Während dieser Zeit engagierte er sich ehrenamtlich im oppositionellen Komitet Obrony Robotników (KOR, deutsch Komitee zur Verteidigung der Arbeiter) und wurde 1980 kurzzeitig Sekretär des nationalen Büros der freien Gewerkschaft Solidarność. Während sein Bruder Lech 1981 aufgrund seiner politischen Aktivitäten inhaftiert wurde, entging Jarosław dem Gefängnis, da es die Polizei angeblich für einen Fehler hielt, dass es zwei Kaczyńskis mit demselben Geburtsdatum geben sollte. Stattdessen arbeitete er während des Kriegsrechts zwischen 1982 und 1983 als Bibliothekar an der Universitätsbibliothek Warschau.

## Politische Karriere

### Wendezeit, Regierungsbeteiligungen und Opposition (1989–2005)
1989 gehörte Jarosław Kaczyński zu den aktiven Diskussionsteilnehmern im Plenum des Runden Tisches. Nach dem erfolgreichen Abschluss der Verhandlungen war er zusammen mit seinem Bruder Lech Mitglied des sogenannten Bürgerkomitees, das im Auftrag des Solidarność-Vorsitzenden Lech Wałęsa die Kandidaten der Opposition für die Parlamentswahlen im Juni 1989 bestimmte. Bei diesen Wahlen, die zu einem großen Sieg der Opposition führten, wurde Jarosław Kaczyński in den Senat, die neue, zweite Parlamentskammer, gewählt. Er und einige andere Vertraute Wałęsas waren es auch, die die Vorsitzenden der Vereinigten Volkspartei (ZSL) und der Demokratischen Partei (SD) davon überzeugten, ihre bisherige Rolle als willfährige Regierungspartner der Kommunisten aufzugeben und stattdessen eine Koalition mit dem oppositionellen Bürgerkomitee einzugehen. Damit war der Weg frei für die Bildung der ersten demokratischen nachkommunistischen Regierung unter Premier Tadeusz Mazowiecki, der allerdings noch einige kommunistische Spitzenfunktionäre angehörten. (siehe Wende (Polen))
Schon bald nach der Zäsur von 1989 brachte Jarosław Kaczyński öffentlich zum Ausdruck, dass ihm die postkommunistische Transformation zu wenig radikal vonstattenging. Scharf kritisierte er die Haltung Mazowieckis und von dessen Regierung, einen „dicken Strich“ unter die Vergangenheit zu ziehen und ihren Versuch, mit vereinigten Kräften ein neues, demokratisch und marktwirtschaftlich verfasstes Polen aufzubauen. Kaczyński forderte dagegen eine schonungslose Abrechnung mit den Kommunisten und eine radikale Säuberung des Staatsapparats von ehemaligen Kadern des alten Systems sowie eine stärkere soziale Abfederung der harten marktwirtschaftlichen Reformen des damaligen Finanzministers Leszek Balcerowicz. Diese politische Haltung manifestierte sich in der Gründung der konservativen Zentrumsunion (PC) im Mai 1990, zu deren Vorsitzenden Jarosław Kaczyński gewählt wurde. Die Zentrumsunion, die wie auch Lech Wałęsa ein Aufbrechen der politischen Einheitsfront um die Gewerkschaft Solidarność gegen die Kommunisten und deren Ersetzung durch eine Pluralisierung mehrerer Parteien zum Ziel hatte, war dann auch die wichtigste Kraft für die Wahl Wałęsas zum Staatspräsidenten als Nachfolger des Altkommunisten Wojciech Jaruzelski. So übernahmen Jarosław und Lech Kaczyński nach der Wahl Wałęsas im Dezember 1990 wichtige Posten in der Präsidialkanzlei. Jarosław wurde Kanzleichef, während sein Bruder Lech wenig später als Staatsminister in der Kanzlei die Verantwortung für Fragen der nationalen Sicherheit übernahm.
Doch das Bündnis zwischen den Zwillingen und Wałęsa hielt nicht lange. Bald schon betrachteten sie den Präsidenten als Hindernis im Kampf gegen die kommunistischen Hinterlassenschaften und warfen ihm vor, Agenten der früheren Sicherheitsdienste in seiner Kanzlei zu beschäftigen und hinter den politischen Kulissen mit den von alten kommunistischen Kadern durchsetzten Diensten zu kooperieren. Nach ihrem Ausscheiden aus der Präsidialkanzlei wandte sich Jarosław Kaczyński verstärkt der Parteipolitik zu. Nach den ersten vollständig freien und demokratischen Wahlen im Oktober 1991 konnten die Kaczyńskis einen großen politischen Erfolg erzielen. Ihre Zentrumsunion war zwar nicht die stärkste Partei, konnte aber nach dem Scheitern anderer Kandidaten den erfahrenen Anwalt und nationalkonservativen Politiker Jan Olszewski als Ministerpräsidenten durchsetzen. Jarosław Kaczyński, der im Wahlkreis Warschau I in den Sejm gewählt worden war, selbst wurde Fraktionsvorsitzender der Zentrumsunion. Dessen Kabinett – so der deutsche Journalist Reinhold Vetter – gab „einen Vorgeschmack auf das, was Polen nach dem Machtantritt der Kaczyńskis im Jahr 2005 erlebte“. Insbesondere der damalige Innenminister Antoni Macierewicz machte von sich reden, weil er zusammengestellte Listen von Personen veröffentlichte, die seiner Auffassung nach mit den früheren kommunistischen Geheimdiensten kooperiert hatten. Das Kabinett von Olszewski, das zwischenzeitlich von acht vorwiegend kleineren Parteien unterstützt worden war, brach schließlich auseinander und wurde auf Initiative Staatspräsident Lech Wałęsas abgewählt – dies wird als Ursache für die anhaltende scharfe Gegnerschaft der Kaczyńskis gegenüber Wałęsa gewertet.
Jarosław Kaczyński kritisierte in dieser Zeit nationalkatholische Kräfte, die Westeuropa im moralischen Niedergang sahen. So warf er diesen vor, mit ihrem Widerstand gegen die Annäherung Polens an westliche Strukturen wie die NATO und die Europäische Wirtschaftsgemeinschaft (EWG) die nationale Sicherheit des Landes aufs Spiel zu setzen.
Mit der Abwahl Olszewskis begann der Abstieg der Zentrumsunion, die bei der Wahl 1993 mit 4,4 % der Stimmen an der 5-%-Hürde scheiterte und den Einzug ins Parlament verpasste. Damit verloren die Kaczyńskis an politischem Einfluss. Erst bei der Wahl 1997 schafften einige Kandidaten der Zentrumsunion auf der Liste der konservativen Akcja Wyborcza Solidarność (AWS) und andere, darunter Jarosław Kaczyński, auf der Liste der Ruch Odbudowy Polski wieder den Sprung ins Parlament. Nach acht Jahren legte er 1998 schließlich das Amt des Vorsitzenden der Zentrumsunion nieder. Im Jahr 2000 wurde Bruder Lech Kaczyński Justizminister der AWS-Regierung und machte mit einer rigiden Law-and-Order-Politik von sich reden. Nicht zuletzt in Konsequenz aus der Popularität, die Lech Kaczyński als Justizminister erworben hatte, wurde von Funktionären und Mitgliedern der Zentrumsunion 2001 die Prawo i Sprawiedliwość (PiS) gegründet, für die Jarosław bei der Wahl 2001 erneut in den Sejm gewählt wurde. Nach seiner Wahl zum Warschauer Stadtpräsidenten 2002 gab Lech Kaczyński den Parteivorsitz im Jahr 2003 an seinen Bruder Jarosław ab.

### „Doppelherrschaft“ der Kaczyński-Zwillinge (2005–2007)

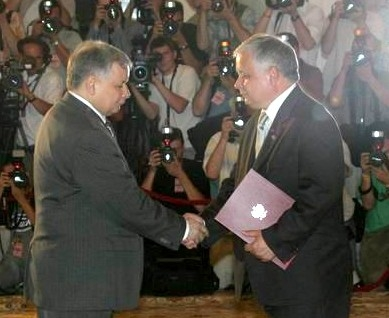
Vereidigung Jarosław Kaczyńskis durch seinen Bruder und damaligen Präsidenten Lech Kaczyński (2006)

Mit ihm als Spitzenkandidat wurde die von ihm und seinem Zwillingsbruder 2001 gegründete PiS bei der Parlamentswahlen im September 2005 knapp stärkste Kraft und er selbst zum vierten Mal Sejmabgeordneter. Um die Wahlchancen seines Bruders Lech Kaczyński bei der Präsidentschaftswahl im Oktober 2005 nicht zu gefährden, verzichtete Jarosław zunächst darauf, Ministerpräsident zu werden und schlug Marcinkiewicz für dieses Amt vor. Nach gescheiterten Koalitionsgesprächen mit der Bürgerplattform (PO) bildete die PiS unter Marcinkiewicz zunächst eine Minderheitsregierung, die auf eine informelle Unterstützung der Liga polnischer Familien (LPR) sowie der Samoobrona Rzeczpospolitej Polskiej von Andrzej Lepper angewiesen war. Beide Parteien schlossen sich im Mai 2006 der Regierung an, wodurch sie eine Mehrheit bekam. In der Folge ersetzte Kaczyński im Juli 2006 nach parteiinternen Differenzen den in der Bevölkerung beliebt gewordenen Marcinkiewicz als Ministerpräsident.
Im September 2006 zerbrach die Regierungsmehrheit der PiS nach Konflikten um den Staatshaushalt und den Einsatz polnischer Soldaten im Irak. Im August 2007 kündigte Kaczyński das Ende seiner Regierung und Neuwahlen an. Bei den vorgezogenen Parlamentswahlen im Oktober 2007 verlor die PiS ihre Führungsrolle gegenüber der PO von Donald Tusk, wodurch Kaczyński, der erneut in den Sejm gewählt worden war, zum Sprecher der parlamentarischen Opposition wurde.

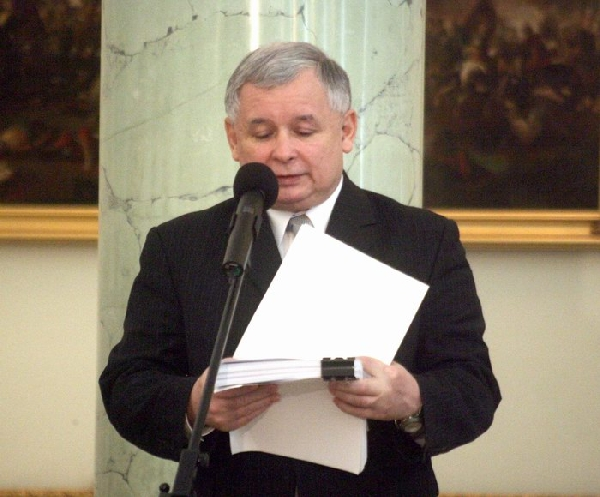
Jarosław Kaczyński (2007)

Im Juni 2007 erntete er internationale Kritik, nachdem er die Forderung seiner Regierung nach einer Verankerung der Ioannina-Klausel im Vertrag von Lissabon zur Stimmengewichtung im Ministerrat der EU mit den Bevölkerungsverlusten im Zweiten Weltkrieg begründet hatte. Laut seiner Argumentation in einem Live-Interview für den öffentlich-rechtlichen Radiosender Polskie Radio 1 hätte Polen ohne die Erlebnisse zwischen 1939 und 1945 heute 66 Millionen Einwohner. Auch gab er im Rahmen eines Interviews offen zu, dass es ihm darum gehe, deutsche Schuldgefühle gegenüber Polen zugunsten Polens bewusst auszunutzen. Bereits vor Beginn des darauf folgenden EU-Gipfels in Brüssel war die polnische Regierung angesichts seiner Forderungen politisch isoliert. In den polnischen Medien wurde in diesem Zusammenhang unter anderem kritisiert, dass er an den Verhandlungen nicht persönlich teilgenommen und diese nur per Telefon über seinen Bruder Lech gesteuert habe.

### Oppositionsführer (2007–2015)
Bei der vorgezogenen Präsidentschaftswahl im Juni 2010 kandidierte Kaczyński für die Nachfolge seines verstorbenen Bruders. Er erreichte im ersten Wahlgang einen Stimmenanteil von 36,7 % und qualifizierte sich für die Stichwahl, bei der er auf den damaligen Parlamentspräsidenten und geschäftsführenden Staatspräsidenten Bronisław Komorowski traf. Dabei musste er sich seinem Konkurrenten mit 47 % der Stimmen geschlagen geben.
Im Vorfeld der Parlamentswahlen im Oktober 2011 hatte Kaczyński mit antideutschen Äußerungen und Angriffen auf die deutsche Bundeskanzlerin in den deutschen und polnischen Medien für Aufsehen gesorgt. In seinem Buch „Polska naszych marzeń“ (dt. Das Polen unserer Träume), das kurz vor den Wahlen erschien, deutete er an, dass Angela Merkel nur dank Stasi-Unterstützung zur Bundeskanzlerin gewählt worden war. Er bekräftigte seine Unterstellungen auf Nachfragen von Journalisten, ohne sich zu den näheren Umständen der angeblichen Manipulation zu äußern oder Belege zu liefern. Als Reaktion auf die 2008 beschlossene Stiftung Flucht, Vertreibung, Versöhnung kündigte er ein „Museum der deutschen Verbrechen“ sowie ein „Museum der polnischen Westgebiete“ an, die bislang nicht realisiert wurden. Er trat im Wahlkreis 19 Warszawa I an und konnte 202.297 Stimmen auf sich vereinen, was 19,88 % der abgegebenen gültigen Stimmen im Wahlkreis entspricht.
Im August 2015 erklärte Kaczyński zum Abschluss einer Wallfahrt von Radio Maryja, dass Polen nicht ohne die Kirche denkbar sei, und fügte hinzu: „Jede Hand, die sich gegen die Kirche erhebt, ist auch gegen Polen erhoben.“

### Zweite PiS-Regierung (2015–2023)

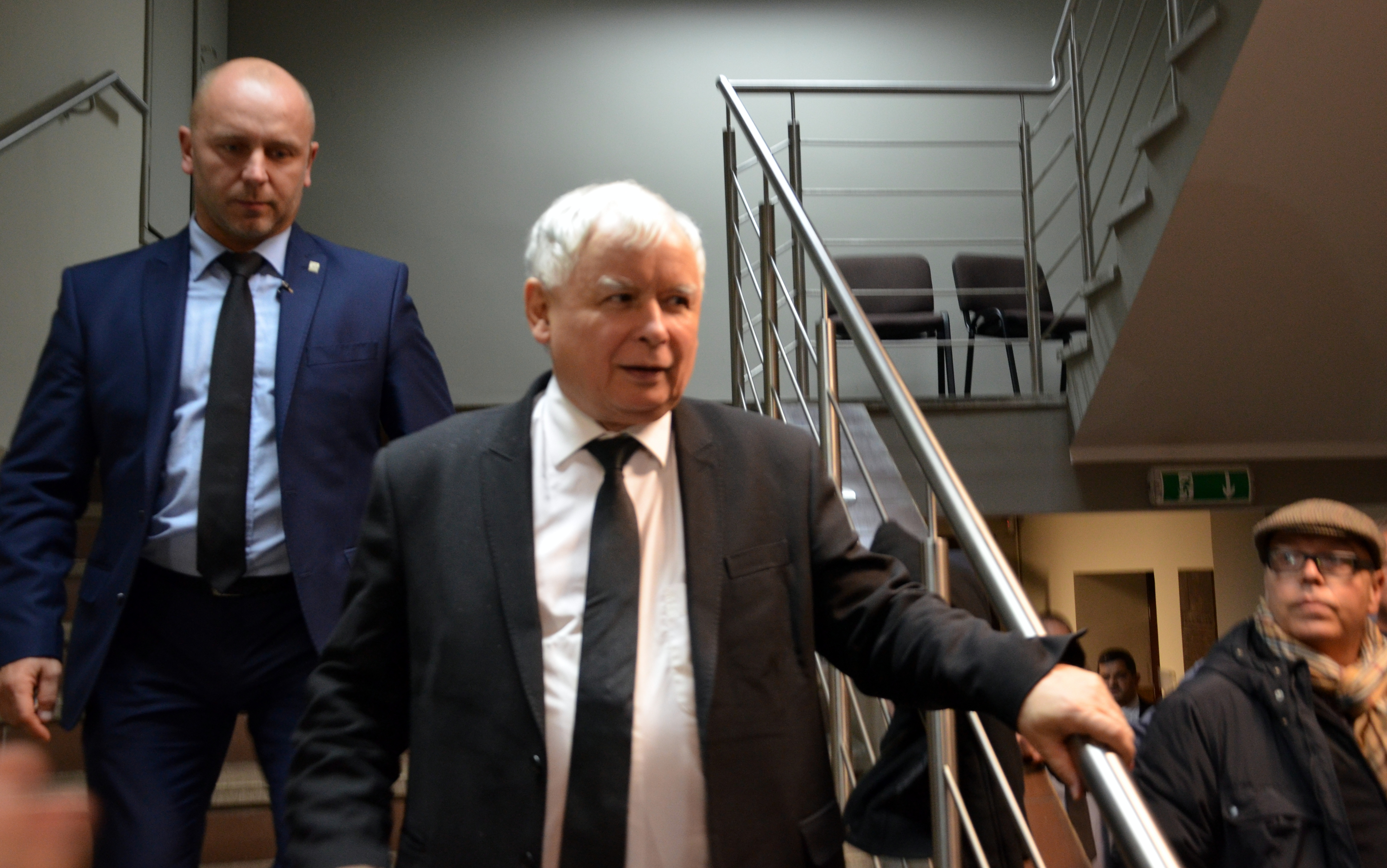
Kaczyński im Wahlkampfjahr 2015

Bei der Präsidentschaftswahl im Mai 2015 verzichtete Kaczyński darauf, sich als Kandidat aufstellen zu lassen, und die PiS nominierte stattdessen den zuvor weithin unbekannten Abgeordneten Andrzej Duda. Dieser gewann die Wahl im zweiten Wahlgang. Duda galt als Kaczyński sehr nahestehend oder gar von diesem beeinflusst. Als Zeichen dafür wurde gewertet, dass der Präsident – obwohl seit Amtsantritt formell aus symbolischen Gründen parteilos – spätabends den PiS-Vorsitzenden in seinem Privathaus besuchte. Auch bei den Parlamentswahlen im Oktober 2015 trat Kaczyński nicht als Spitzenkandidat seiner Partei an, sondern überließ dies der moderater auftretenden Beata Szydło. Im Wahlkampf äußerte er sich vorsichtig gegenüber einer Aufnahme von Flüchtlingen, die nach Polen kommen könnten. Erst in der letzten Wahlkampfwoche sagte er aus, diese würden Krankheiten wie Cholera und Ruhr sowie „alle Arten von Parasiten und Bakterien, die in den Organismen dieser Menschen harmlos sind“, für Europäer aber gefährlich, ins Land bringen. Man solle den Menschen vor Ort finanzielle Hilfe zukommen lassen. Außerdem könne ihre Aufnahme zur Entstehung von „Scharia-Zonen“ führen. Die Äußerung geht auf die umstrittene Behauptung von 55 „No-Go-Zonen“ durch den Journalisten Per Gudmundson im Svenska Dagbladet anlässlich eines schwedischen Polizeireports zurück. Er selbst wurde bei der Wahl erneut in den Sejm gewählt.

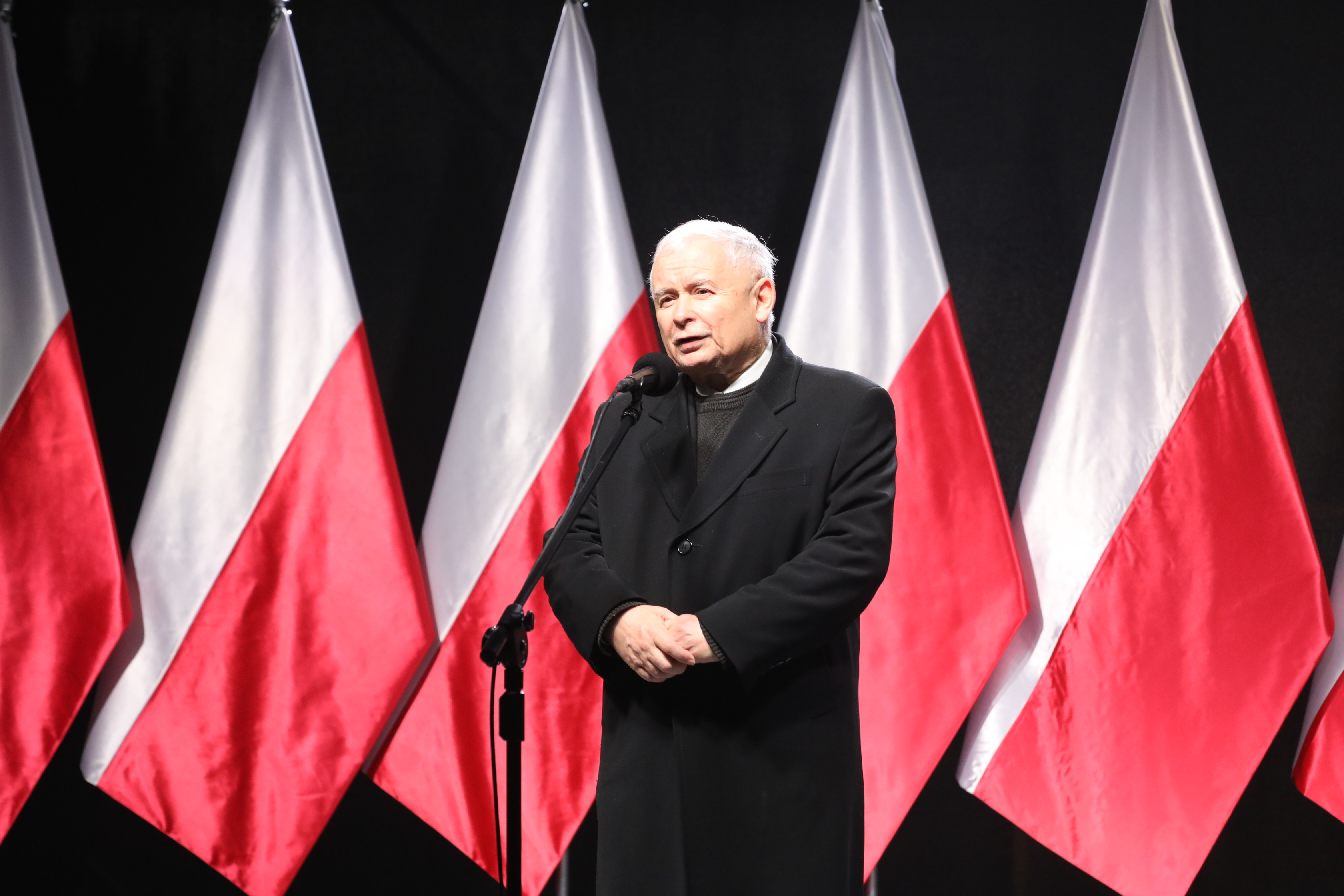
Jarosław Kaczyński bei der Rede zur Enthüllung des Denkmals seines Bruders Lech (November 2018)

Als die PiS mit ihren Verbündeten im polnischen Parlament im Juli 2017 in erster Lesung eine Justizreform verabschiedet hatte, mit der die Regierung Einfluss auf die Zusammensetzung des polnischen Verfassungsgerichts nehmen kann, und sich die Opposition bei ihrer Kritik an der Reform auch auf Kaczyńskis bei einem Flugzeugunglück 2010 verstorbenen Bruder Lech Kaczyński berufen hatte, bezeichnete Kaczyński, der den Flugunfall im Gegensatz zu den Ergebnissen polnischer und russischer Ermittler für einen gezielten Anschlag hält, die Abgeordneten als „Schurken“ und „Verräter“, die seinen Bruder „zerstört“ und „ermordet“ hätten.
Im Sommer 2018 wurde bekannt, dass Kaczyński die Planung eines 190 Meter hohen Bürohauses an der Warschauer Srebrna-Straße 16 in Auftrag gegeben hatte. Es sollte der Sitz der PiS werden, außerdem sollten in ihm das dem Ansehen seines Zwillingsbruders gewidmete Lech-Kaczyński-Institut, das 2012 die der PiS nahestehenden Medien der Pressestiftung „Solidarność“ übernommen hatte, unterkommen. Diese hatte Presseberichten zufolge auf Betreiben Kaczyńskis mehrere Medien ohne die gesetzlich vorgeschriebene Ausschreibung übernommen. Jarosław Kaczyński führte für die Srebrna spółka z o.o. die Verhandlungen über das Projekt mit dem österreichischen Bauunternehmer Gerald Birgfellner, einem Verwandten eines seiner Mitarbeiter. Bei den Gesprächen, die Birgfellner aufzeichnete, legte Kaczyński dar, dass die Universalbank Pekao einen Kredit zu überaus günstigen Konditionen gewähren werde, auch werde die PiS-Regierung es nach Kräften fördern. Da sich Kaczyński und Birgfellner nicht über die Höhe der Planungskosten einigen konnten, kam es zum Bruch zwischen beiden. Birgfellner überließ die Aufzeichnungen der Gazeta Wyborcza, die ausführlich über Umgehung von gesetzlichen Vorschriften bei dem Projekt berichtete („Affäre Srebrna“). Nach der Auflösung des Vertrags stellte Birgfellner für die bislang erstellte Planung rund 1,5 Millionen Złoty (rund 350.000 Euro) in Rechnung. Kaczyński ließ ihm ausrichten, dass er keine Grundlage für diese Forderung sehe, woraufhin Birgfellner Klage einreichte. Auch bei der Sejmwahl 2019 gelang ihm der Sprung in das Parlament.
Nach Kaczyńskis Worten wird die Europäische Union von den Deutschen dominiert, Polen laufe deshalb Gefahr, „unter den deutschen Stiefel zu geraten“  und erneut die staatliche Unabhängigkeit zu verlieren.
Infolge interner Spannungen im Regierungslager trat Kaczyński nach einer Kabinettsumbildung am 6. Oktober 2020 als Vizepremier in die Regierung Morawieckis ein.

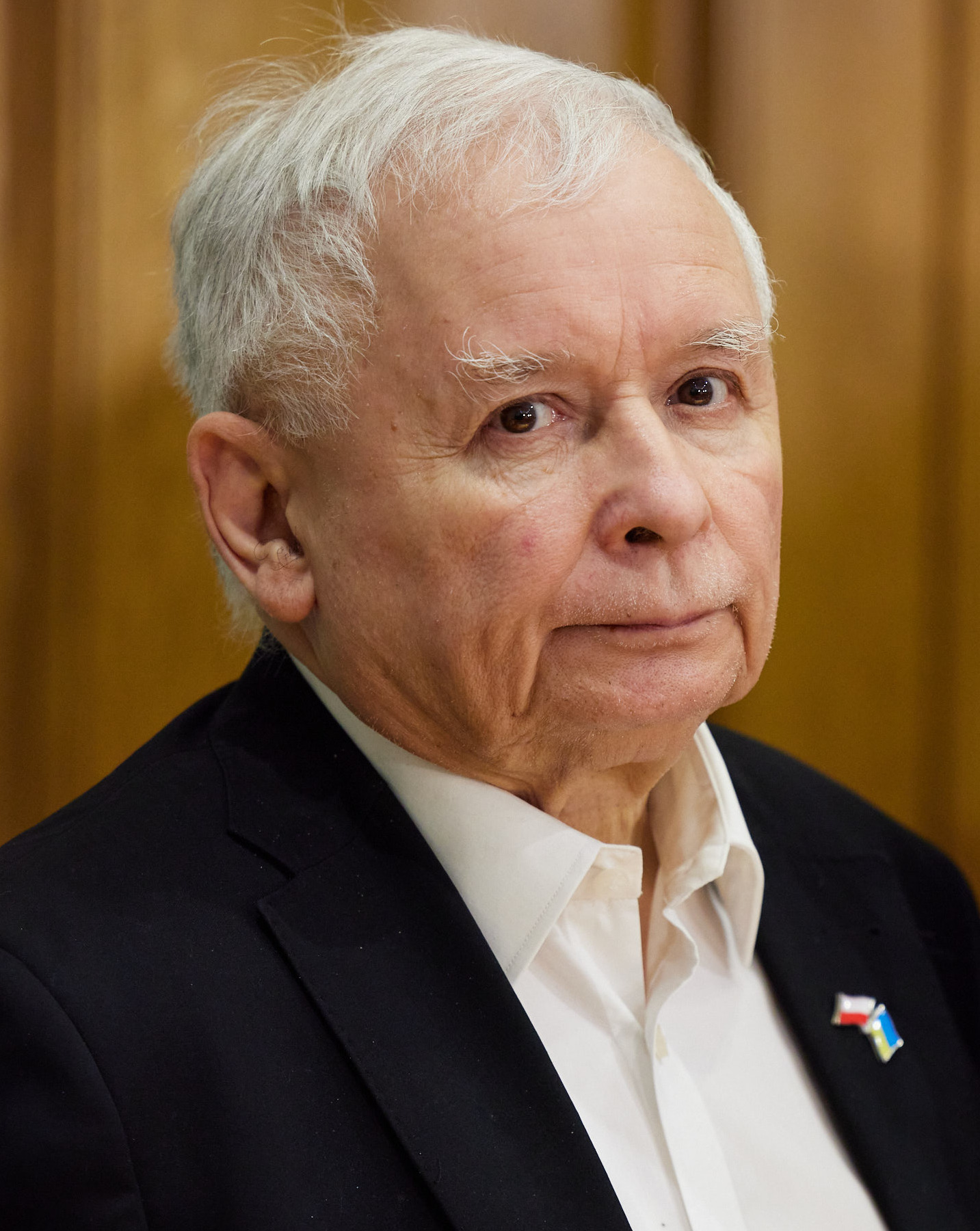
Jarosław Kaczyński im Jahr 2022

Im Zuge des Krieges in der Ukraine reiste Kaczyński am 15. März 2022 zusammen mit dem polnischen Ministerpräsidenten Mateusz Morawiecki zu Gesprächen in die belagerte Hauptstadt Kiew. Ebenfalls an dem Besuch beteiligt waren der slowenische Ministerpräsident Janez Janša, sowie der tschechische Ministerpräsident Petr Fiala. Im Juni 2022 gab er den Posten des Vizepremiers auf, um sich nach eigenen Worten ganz der Parteiarbeit zu widmen. Im Vorfeld der Parlamentswahl in Polen 2023 setzte sich Kaczyński dem Vorwurf aus, antideutsche Klischees zu bedienen. Auch sprach er sich für die Wiedereinführung der Todesstrafe aus.

### Nach 2023
Nachdem die PiS bei der Parlamentswahl im Jahr 2023 wieder Oppositionspartei geworden war, fiel Kaczyński, der erneut ein Mandat errungen hatte, mit nicht haltbaren Äußerungen auf. So erklärte er, dass das polnische Parlament nicht mehr existiere, der Regierungschef Donald Tusk, den er mit Adolf Hitler verglich, ein „deutscher Agent“ sei und dass zwei wegen Amtsmissbrauchs verurteilte PiS-Politiker (Mariusz Kamiński und dessen Staatssekretär Maciej Wąsik) gefoltert worden seien. Letzteres wurde von der zuständigen Ärztekammer bestritten. Infolge dieser Äußerungen Kaczyńskis wurde er vom in rechtskonservativen Kreisen angesehenen Historiker Andrzej Nowak zum Rücktritt als Parteichef aufgefordert. Am 6. März 2025 hob der Sejm mit 236 zu 200 Stimmen Kaczyńskis Immunität auf. Hintergrund war seine Aussage vor dem Pegasus-Untersuchungsausschuss.

## Persönliches
Kaczyński ist der Sohn von Rajmund Kaczyński, einem Ingenieur und Teilnehmer des Warschauer Aufstandes von 1944, und Jadwiga Kaczyńska (1926–2013), einer Mitarbeiterin der Polnischen Akademie der Wissenschaften. Als Zwölfjähriger spielte er gemeinsam mit seinem Zwillingsbruder Lech in dem Kinderfilm Die zwei Monddiebe (polnisch O dwóch takich, co ukradli księżyc) von Jan Batory mit, einer Verfilmung des gleichnamigen Romans von Kornel Makuszyński. Kaczyński lebte zusammen mit seiner Mutter, die nach langer Krankheit am 17. Januar 2013 verstarb, im nördlichen Warschauer Bezirk Żoliborz. Kaczyński ist römisch-katholischer Konfession. Er ist unverheiratet und kinderlos. Außerdem besitzt Kaczyński keinen Computer und eröffnete sein erstes Bankkonto erst im Jahr 2009. Am 7. Dezember 2024 erstellte Kaczyński einen Account auf dem Mikroblogging-Dienst X (ehemals Twitter).